# Idzegaasterpoel
De Idzegaasterpoel (Fries en officieel: Idzegeaster Poel) is een veenplas in de Nederlandse provincie Friesland bij het dorpje Idzega in de gemeente Súdwest-Fryslân.
Het heeft als zijmeer de Kerkehop en is gelegen in het Friese merengebied. Op dit meer wordt veel aan watersport gedaan, waaronder zeilen en surfen.